# Беспорядки в Подгорице (2015)
Футбольный матч сборных Черногории и России в рамках отбора на чемпионат Европы по футболу 2016 года начался в 22:40 27 марта 2015 года по московскому времени на стадионе Под Горицом в Подгорице (Черногория) и был прерван на 68-й минуте, когда фанаты сборной Черногории начали бросать различные предметы в футболистов.

## Ход событий
Беспорядки начались уже на 1-й минуте матча, когда во вратаря сборной России Игоря Акинфеева попал брошенный из-за ворот с трибуны фанатов Черногории файер. Вратарь упал на газон и был срочно госпитализирован (его увезли на электромобиле), врачи поставили диагноз ожога шеи и сотрясения мозга. Игру остановили на 35 минут, а зрителей предупредили, что в случае повторного инцидента с любой стороны матч будет завершён.
После того, как Роман Широков не реализовал пенальти в ворота сборной Черногории, на поле полетели посторонние предметы, и между сторонами опять вспыхнула потасовка. Судья встречи Дениз Айтекин увёл команду России в раздевалку. Решение прервать игру Айтекин принял, когда российский игрок Дмитрий Комбаров показал повреждение, полученное в результате попадания посторонними предметами. Черногорский фанат Лука Лазаревич, бросивший в Акинфеева файер, добровольно сдался полиции после окончания матча и утром 28 марта был доставлен в отделение полиции.

## Пострадавшие
Диагноз Акинфеева поначалу был неизвестен. Российская сторона говорила о сотрясении мозга, черногорская заявляла об ожоге шеи. 28 марта врач черногорского клинического центра, куда доставили Акинфеева Милян Зиндович дал интервью в эфире черногорской телерадиокомпании RTCG, в котором сказал следующее:

Голкипер сборной России был принят с повреждением правой стороны шеи. Это был небольшой ожог.

Также он сообщил, что угроз для жизни Акинфеева нет, и впоследствии все медицинские заключения сошлись к ожогу. Вскоре Акинфеев снова стал присутствовать на матчах и даже провёл день со своим фанатом-инвалидом по поручению благотворительного фонда «Вера». 28 марта фанаты сборной Черногории принесли извинения сборной России и российским болельщикам, к ним присоединился тренер сборной Черногории Бранко Брнович. Утром 29 марта Лука Лазаревич дал интервью, в котором принёс извинения игрокам и болельщикам обеих стран.

## Последствия[4]
Россия требовала засчитать Черногории техническое поражение, Черногория настаивала на переигровке матча на нейтральном поле при пустых трибунах. 28 марта УЕФА сообщила, что вынесет вердикт 30 марта, но окончательное решение было отложено. 30 марта УЕФА сообщила, что может наказать и российских фанатов, так как во время матча на их трибуне были вывешены флаг ДНР и российский имперский чёрно-жёлто-белый флаг, а сами фанаты сожгли на трибуне флаг НАТО в знак протеста против бомбардировок Югославии 1999 года.
8 апреля на заседании Контрольного, этического и дисциплинарного комитета УЕФА были приняты следующие решения:
- сборной Черногории засчитать техническое поражение со счётом 0:3, а также присудить проведение двух последующих домашних матчей без зрителей;
- Футбольный союз Черногории наказать штрафом в размере 50 000 €;
- Российский футбольный союз наказать штрафом в размере 25 000 €.